# Stade San Mamés (1913)
Pour les articles homonymes, voir Stade San Mamés.
Le stade de San Mamés était un stade de football situé à Bilbao, en Espagne. Inauguré en août 1913, il abritait le club de football de l'Athletic Club de Bilbao.
Surnommé la Catedral del fútbol (la cathédrale du football), le stade devait son nom officiel à saint Mammès, martyr chrétien livré aux lions. « Los leones », le surnom des joueurs de l'Athletic, a la même origine.
Rénové en 1982 pour la Coupe du monde de football, dont il accueille trois rencontres, San Mamés a pu accueillir plus de 46 000 spectateurs. La capacité du stade a été par la suite réduite à 39 750 places.
Le stade de San Mamés est démoli à la fin de la saison 2012-2013. Un nouveau stade, le San Mamés Barria est construit à proximité, qui peut accueillir 53 000 spectateurs.

## Historique
Inauguré en 1913, San Mamés pouvait initialement accueillir plus 7 000 personnes, dont 3 000 assises. Le match inaugural oppose l'Athletic Bilbao au Racing Irún. Durant ce match, Rafael Moreno Aranzadi, plus connu sous le nom de "Pichichi", inscrit le premier but de l'histoire du stade.
Le stade est agrandi à plusieurs reprises après guerre. La principale tribune, située côté Ouest et dotée d'un arc capable de supporter le toit, est construite en 1953. Les autres tribunes suivent : en 1956, la tribune Sud ; en 1962, la tribune Nord ; en 1972, la tribune Est.
Agrandi et rénové pour la Coupe du monde de football de 1982, organisée par l'Espagne, il peut alors accueillir jusqu'à 46 223 spectateurs. Pour être en règle avec les directives de sécurité de la Fifa, sa capacité a été réduite[Quand ?] à 39 750 places.
La pelouse mesure 103 sur 68 mètres.

## Évènements majeurs accueillis

### Football

#### Coupe du monde 1982
| 16 juin 1982                      | Angleterre                   | 3–1 | France    | Stade San Mamés, Bilbao                          |                                                  |
| 17:15 · Historique des rencontres | Robson 1re 67e · Mariner 83e |     | Soler 24e | Spectateurs : 44 172 Arbitrage : Antonio Garrido | Spectateurs : 44 172 Arbitrage : Antonio Garrido |
| 17:15 · Historique des rencontres | (Rapport)                    |     |           | Spectateurs : 44 172 Arbitrage : Antonio Garrido | Spectateurs : 44 172 Arbitrage : Antonio Garrido |

| 20 juin 1982 17:15 | Angleterre                     | 2–0 | Tchécoslovaquie | Stade San Mamés, Bilbao                         |                                                 |
|                    | Francis 63e · Barmoš 66e (csc) |     |                 | Spectateurs : 41 123 Arbitrage : Charles Corver | Spectateurs : 41 123 Arbitrage : Charles Corver |
|                    | (Rapport)                      |     |                 | Spectateurs : 41 123 Arbitrage : Charles Corver | Spectateurs : 41 123 Arbitrage : Charles Corver |

| 25 juin 1982 | Angleterre  | 1–0 | Koweït | Stade San Mamés, Bilbao                               |                                                       |
| 17:15        | Francis 27e |     |        | Spectateurs : 39 700 Arbitrage : Gilberto Aristízabal | Spectateurs : 39 700 Arbitrage : Gilberto Aristízabal |
| 17:15        | (Rapport)   |     |        | Spectateurs : 39 700 Arbitrage : Gilberto Aristízabal | Spectateurs : 39 700 Arbitrage : Gilberto Aristízabal |

#### Finale de laCoupe d'Espagne
| 8 mai 1921 | Athletic Bilbao | 4 – 1 | Athletic Madrid | Stade San Mamés, Bilbao |  |
|            | Laca Acedo      |       | Triana          |                         |  |

#### Coupe UEFA 1976-1977
| 18 mai 1977 | Athletic Bilbao          | 2 – 1 | Juventus   | Stade San Mamés, Bilbao |                      |
| 20:00       | Irureta 12e · Carlos 78e |       | Bettega 7e | Spectateurs : 43 000    | Spectateurs : 43 000 |

### Concerts
Le stade San Mamés a été le lieu de plusieurs concerts ces dernières années : les Rolling Stones et Bruce Springsteen y sont notamment passés. Le groupe de rock australien AC/DC y a donné un concert le 28 juin 2010, clôturant la tournée Black Ice World Tour.

## Galerie

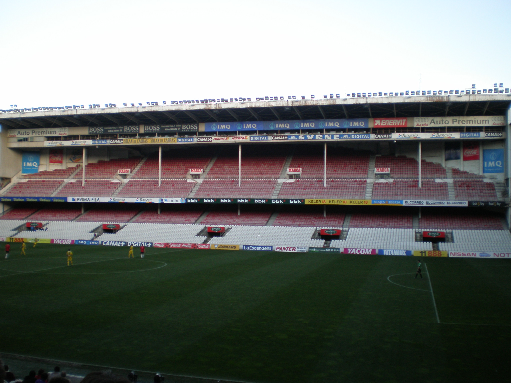
Le stade San Mamés vu de l'intérieur
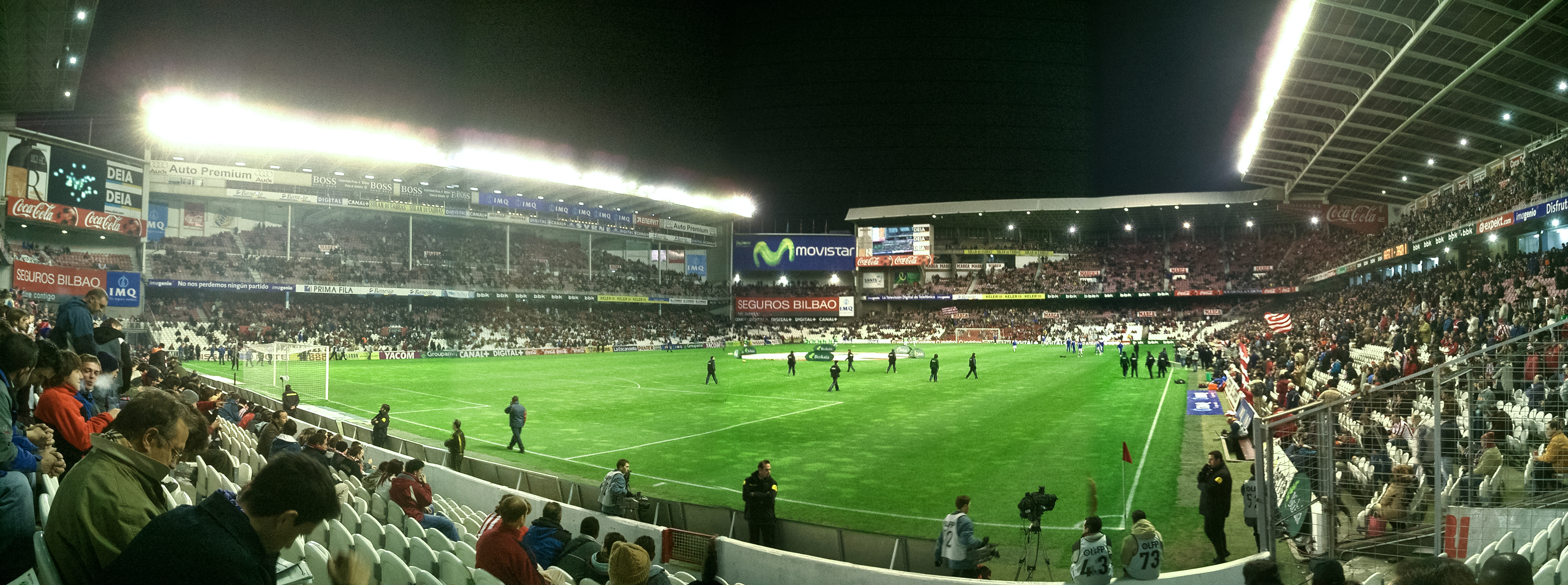
Vue intérieure du stade
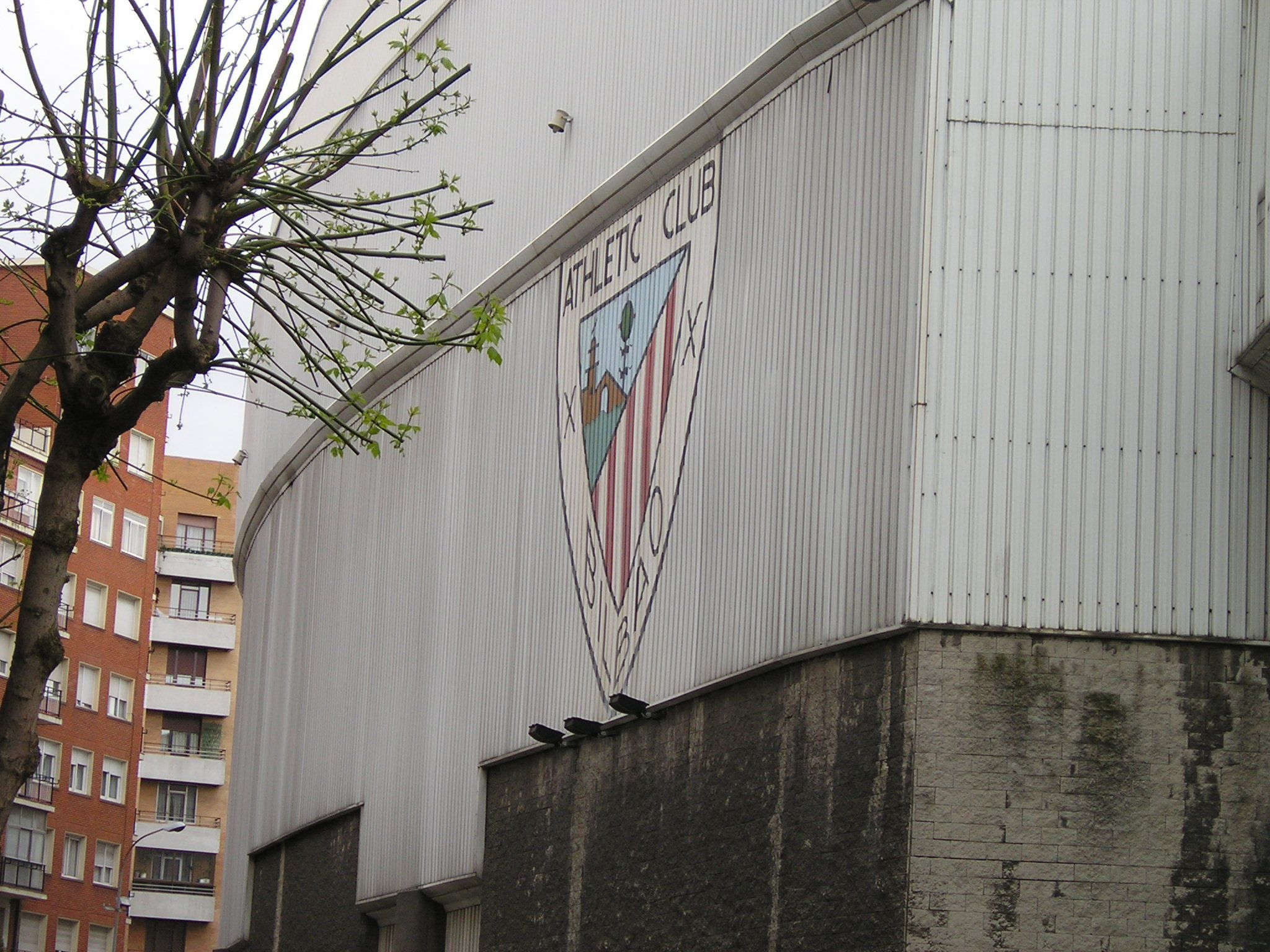
Extérieur du stade San Mamés
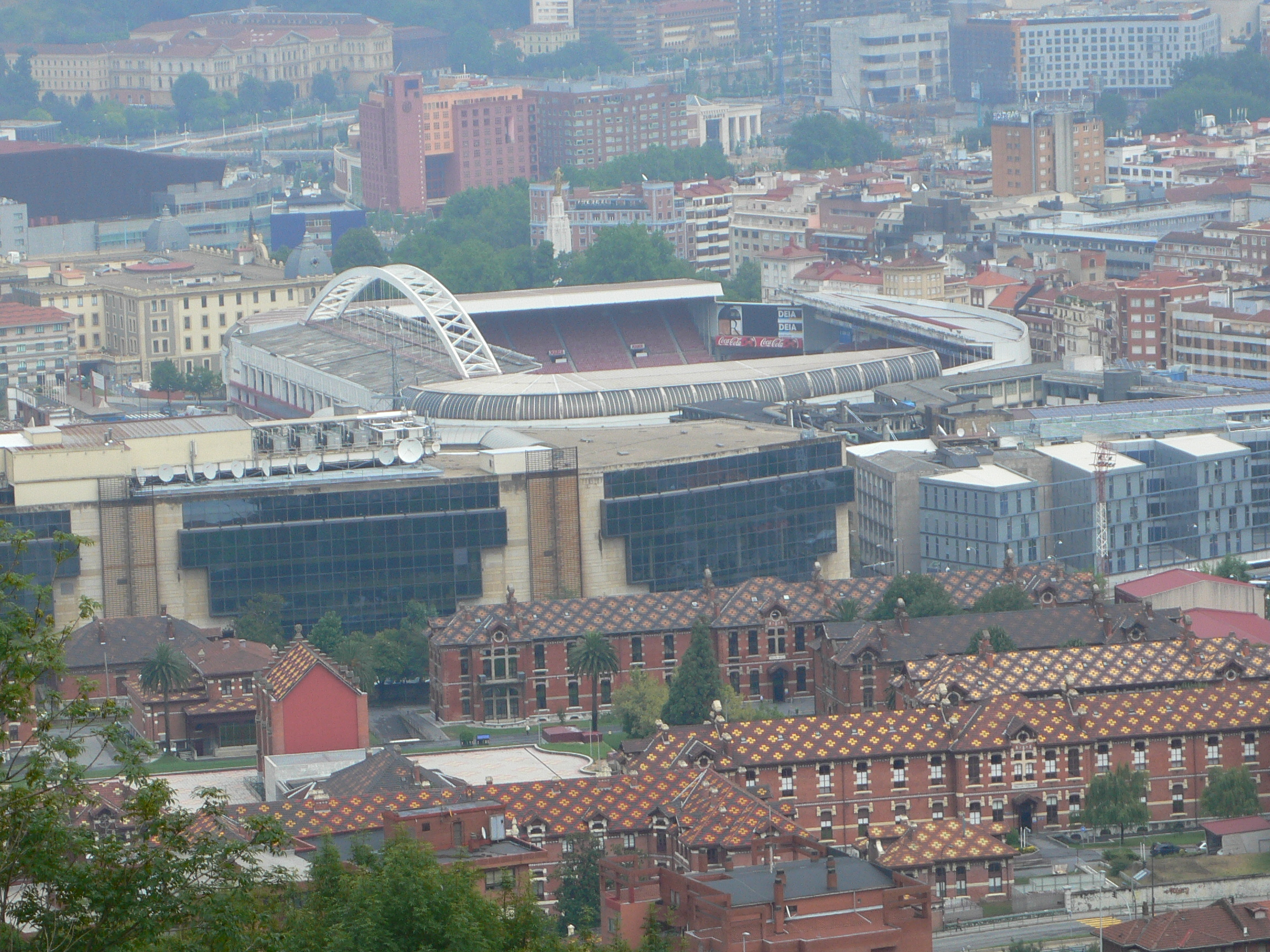
Vue panoramique du stade San Mamés